# Nord 262
Die Nord 262 (ab der Serie Nord 262C: „Frégate“) ist ein Kurzstrecken-Zubringerflugzeug des französischen Herstellers Nord Aviation, das seinen Erstflug am 24. Dezember 1962 absolvierte und von zwei Turboproptriebwerken angetrieben wird. Nach der Fusion zur Aérospatiale wurde der Flugzeugtyp durch diese weiter produziert.

## Geschichte

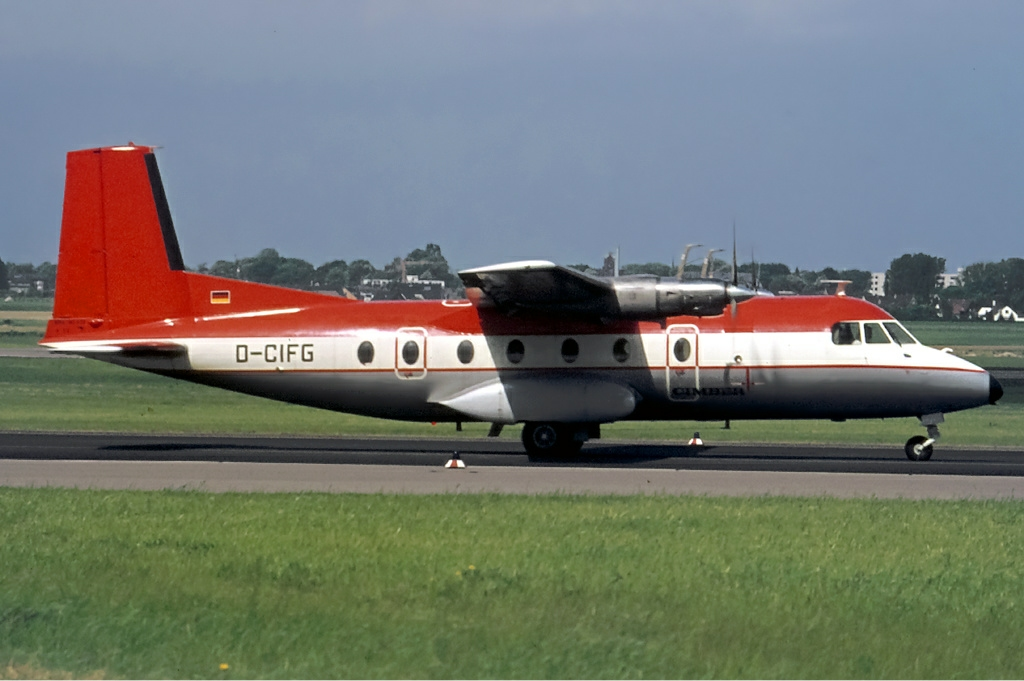
Nord 262 der Cimber Air, 1972

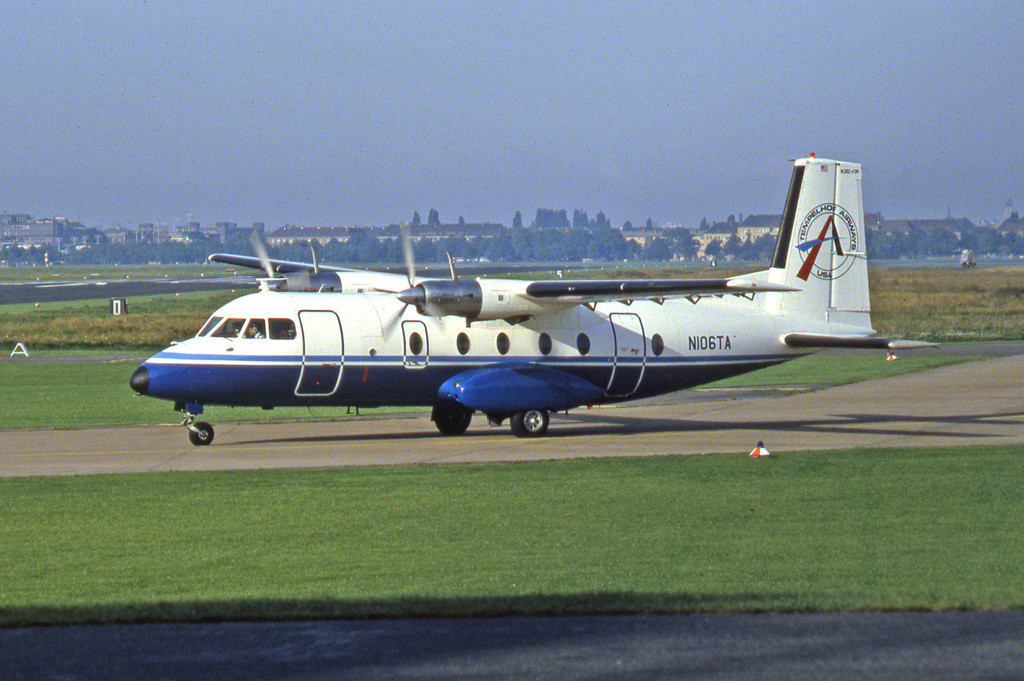
Nord 262 der Tempelhof Airways, Flughafen Tempelhof, 1987

Die Nord 262 stellt eine Weiterentwicklung der Nord 260 Super Broussard dar, ursprünglich entwickelt durch den Hersteller Société des Avions Max Holste, und besitzt im Gegensatz zu dieser eine druckbelüftete Passagierkabine in einem kreisrunden statt kastenförmigen Rumpf.
Der Entwurf entstand auf Grund der Bedarfsanfrage von Air France für ein Kurzstreckenflugzeug für ihre Regionalfluggesellschaften. Die Konstruktionsarbeiten für die Nord 262 begannen im Frühjahr 1961.
Der Erstflug fand am 24. Dezember 1962 statt. Während der Prototyp und die ersten drei Vorserienexemplare noch in Châtillon-sous-Bagneux montiert wurden, erfolgte die weitere Serienproduktion in Bourges. Die erste Maschine der endgültigen Serienausführung flog am 8. Juni 1964 und unterschied sich durch eine verlängerte Seitenflosse von den ersten vier Maschinen. Die Zulassung in Frankreich wurde am 16. Juli 1964 erteilt, die der FAA am 15. März 1965.
Die Nord 262 trat den Liniendienst am 24. Juli 1964 bei der Regionalfluggesellschaft Air Inter an, die insgesamt vier Maschinen in ihrer Flotte unterhielt. Nord-Aviation ging 1970 durch Übernahme in die französische Aérospatiale auf. Die Nord 262 kam Anfang der 1970er-Jahre in der verbesserten Version N 262C auf den Markt und wurde dann als Aérospatiale N 262 vermarktet. Insgesamt wurden 110 Stück gebaut.
In Deutschland wurde die Nord 262 von der Interregional Fluggesellschaft und von Cimber Air eingesetzt. Auch die US-amerikanische, aber in Berlin beheimatete Tempelhof Airways setzte von 1985 bis 1991 zwei Nord 262 vom Stadtflughafen Berlin-Tempelhof aus ein.
Die Lufthansa untersuchte ebenfalls die – damals noch Max Holste MH.262 genannte – Maschine für einen möglichen Einsatz auf Inlandsstrecken.
Sie wurde auch von den französischen Luftstreitkräften als Zubringer und Ambulanz-Transportflugzeug genutzt, ebenso von der französischen Marine.

## Konstruktion
Die N 262 ist ein zweimotoriger Schulterdecker in Ganzmetallbauweise, mit Ausnahme der stoffbespannten Höhen- und Seitenruder. Die Tragflächen sind mit zwei Flügelholmen ausgestattet und haben eine V-Stellung von 3°. Sie verfügt über zwei Propellerturbinen des französischen Typs Turbomeca Bastan VI oder VII.
Die Höchstgeschwindigkeit liegt bei 418 km/h und die Reisegeschwindigkeit bei 400 km/h. Sie hat vollbeladen mit 29 Passagieren und zwei Mann Besatzung eine Reichweite von 1050 Kilometern. Die Überführungsreichweite liegt bei 2400 Kilometern, die Gipfelhöhe bei 8000 Metern.
Das Leergewicht beträgt 6934 kg. Das maximale Startgewicht liegt bei 10.800 kg.

## Versionen
N 262Drei Prototypen, einer davon später umgebaut zur N 262A. Erstflug 24. Dezember 1962.
N 262AGebaut nach den N 262B. Erste Produktionsversion, 71 gebaut. FAA-Zulassung 15. März 1965, erste Auslieferung an Lake Central Airlines (später Allegheny Airlines) am 17. August 1965.
N 262BGebaut vor den N 262A. Vier Vorserienmaschinen für Air Inter. Erstflug 8. Juni 1964, Zulassung 16. Juli 1964, im Linieneinsatz ab 24. Juli 1964.
N 262C FrégateDie Spannweite wurde um 70 cm auf 22,60 m vergrößert. Außerdem Ausrüstung mit stärkeren Triebwerken Bastan VIIC mit 854 kW (1145 shp). Die Zulassung erfolgte am 24. Dezember 1970. Insgesamt 9 gebaut.
N 262D FrégateMilitärische Version der N 262C, identische Eigenschaften. Für die Französischen Luftstreitkräfte (Armée de l’air) wurden 24 Stück gebaut.

## Modifizierungen

### Nord 262E Frégate
Zwölf Nord 262A der französischen Marineflieger (Aéronavale) wurden zu N 262E umgebaut. Sie werden zur Seeüberwachung und Ausbildung von Piloten und Mechanikern genutzt.

### Mohawk 298
Neun Nord 262 wurden zwischen 1975 und 1978 für Allegheny Airlines umgerüstet, um die US-amerikanischen Zulassungsbestimmungen zu erfüllen. Hierfür wurden die Triebwerke durch Pratt & Whitney Canada PT6A-45 mit Fünfblattpropellern ersetzt.

## Militärische Nutzer
Angola
Obervolta
 Demokratische Republik Kongo
 Frankreich
- Französische Luftstreitkräfte
- Französische Marine

 Gabun

## Zwischenfälle
Vom Erstflug 1962 bis November 2018 kam es zu 16 Totalverlusten der Nord 262 und Mohawk 298. Bei 9 davon kamen 112 Menschen ums Leben. Beispiele:
- Am 31. Dezember 1970 verschwand eine Nord 262E der Rousseau Aviation (Luftfahrzeugkennzeichen F-BNGB) auf einem Charterflug von Algier zum spanischen Flughafen Menorca. An Bord befanden sich 27 Passagiere und 3 Besatzungsmitglieder. Von spanischer Seite wurde vermutet, dass die Maschine etwa 100 km von der algerischen Küste entfernt abstürzte, nachdem von ihren Piloten ein Notruf gesendet worden war.[11]

- Am 21. Januar 1971 wurde eine Nord 262A-34 der Französischen Luftstreitkräfte (FrAF 44/F-RBOA) in den Berg Suc de Pradou geflogen, knapp 3 Kilometer südlich von Mézilhac (Département Ardèche, Frankreich). Die Piloten waren angewiesen worden, Flugfläche (FL) 80 (etwa 2400 Meter) einzuhalten, flogen jedoch auf FL 50 (etwa 1500 Meter). Bei diesem CFIT (Controlled flight into terrain) wurden alle 21 Insassen, vier Besatzungsmitglieder und 17 Passagiere getötet, darunter sieben der führenden Atomexperten Frankreichs.[12]

- Am 12. November 1973 musste eine Nord 262B-11 der Rousseau Aviation (F-BLHT) wegen Treibstoffmangels in der Nähe von Craon notgelandet werden. Die Maschine war zuvor in Lyon nicht betankt worden, und vor dem Start vom Flughafen Tours hatten die Piloten den Treibstoffvorrat ebenfalls nicht überprüft. Beide Passagiere und die drei Besatzungsmitglieder überlebten.[13]

- Am 29. Dezember 1973 wurde eine Nord 262A-24 der Rousseau Aviation (F-BNTT) auf dem Flughafen Dole-Tavaux irreparabel beschädigt.[14]

- Am 17. Januar 1979 verunglückte eine Nord 262A-29 der französischen Aéronavale (Marineflieger) (FrNav 85) beim Start vom Flughafen Cherbourg-Maupertus (Département Manche, Frankreich). Das Flugzeug wurde irreparabel beschädigt. Alle Insassen überlebten.[15]

- Am 24. Januar 1979 wurde eine Nord 262A-44 der Air Algérie (7T-VSU) im Anflug auf den Flughafen Bechar 15 Kilometer vor dem Ziel in den Boden geflogen. Während die dreiköpfige Besatzung überlebte, wurden 14 der 20 Passagiere getötet.[16]

- Am 12. Februar 1979 stürzte eine Mohawk 298 der Allegheny Airlines (N29824) unmittelbar nach dem Start vom Flughafen Clarksburg (West Virginia) in winterlichen Bedingungen aufgrund von Schnee auf den Flügeln und dem Leitwerk ab. Von den 25 Menschen an Bord kamen 2 ums Leben.[17]

- Am 27. Januar 1990 verunglückte eine Nord 262C-66 der Force Aérienne Congolaise (TN-230) in schlechtem Wetter bei Kinkala (Republik Kongo). Alle 28 Insassen, die fünf Besatzungsmitglieder und 23 Passagiere, kamen ums Leben.[18]

- Am 25. Dezember 1999 wurde eine Nord 262D-51 Frégate der Französischen Luftstreitkräfte (FrAF 78/F-RBAF), die auf dem Militärflugplatz Villacoublay (Département Yvelines, Frankreich) geparkt war, durch einen Sturm irreparabel beschädigt. Personen kamen nicht zu Schaden.[19]

## Technische Daten
| Kenngröße             | Daten                                                         |
| --------------------- | ------------------------------------------------------------- |
| Besatzung             | 2                                                             |
| Passagiere            | 29                                                            |
| Länge                 | 19,28 m                                                       |
| Spannweite            | 21,90 m                                                       |
| Höhe                  | 6,31 m                                                        |
| Flügelfläche          | 55,00 m²                                                      |
| Flügelstreckung       | 8,7                                                           |
| Leermasse             | 6.654 kg                                                      |
| max. Startmasse       | 10.800 kg                                                     |
| Antrieb               | 2 × Turboprop Turbomeca Bastan VI C mit je 794 kW (1,065 shp) |
| Höchstgeschwindigkeit | 385 km/h                                                      |
| Reisegeschwindigkeit  | 360 km/h                                                      |
| Dienstgipfelhöhe      | 7.300 m                                                       |
| Reichweite            | 1.100 km                                                      |

## Sonstiges
Gleich ausgesprochen wird mitunter die Bezeichnung des Flugzeugtyps Iljuschin Il-62, eigentlich i-el …, als römische Zahlzeichen missinterpretiert: „zwei – zweiundsechzig“.